# Repke (Adelsgeschlecht)
Repke bzw. Rohbeck, auch Rebke, Repka, Riepke, Roepke, Röpcke, Röpecke, Röpke oder Ropecken, ist der Name eines kaschubischen Adelsgeschlechts aus Hinterpommern, das sich späterhin auch in Polen und Preußen ausbreiten konnte.

## Ausbreitung und Persönlichkeiten
Die frühesten Namensträger stammen aus dem Land Lauenburg. Der erste bekannte Vertreter der Familie war ein Nikolaus Röpke, Besitzer von Gnewin. Im Jahr 1491 ist ebenfalls ein Nikolaus Röpke aus Malchin in Mecklenburg an der Universität Rostock immatrikuliert. Die Familie war im fünfzehnten Jahrhundert, noch im Besitz von Schlaischow, und im sechzehnten Jahrhundert noch auf Klein Massow ansässig. Im Jahr 1523 wird die Familie Rapkene mit Besitz in, Groß Lüblow, dem kaschubischen Dorf Węgornia und weiteren Orten in der Umgegend um Lauenburg erwähnt. In den Jahren 1579, 1608, 1618 und 1621 erhielt die Familie eine Bestätigung der Lehen in Massow und Schlaischow. Im Jahr 1628 wurde ein Chris Repka in Massow erwähnt. Im Jahr 1658 wurden Christian auf Węgornia und Massow, Ernst Christian begütert mit Schlaischow sowie Matthis auf Massow und Zdrewen, genannt die Röpken erwähnt. Der kurbrandenburgische Beamte Lorenz von Somnitz hat am 27. September 1661, einen Christian von Röpke zum Landschöppen bestimmt und vereidigt. Im Jahre 1715 saß Ernst von Röpcke in Schlaischow und Hans von Röpcke in Lüblow.
Den Besitz in Schlaischow verlor die Familie im Jahr 1740, Lüblow im Jahr 1742. Danach tauchen sie nicht mehr in der Kaschubei als Grundeigentümer auf. Dagegen hat nach 1741 ein königlich preußischer Major Georg Heinrich von Repke das Gut Tilsewischken bei Ragnit in Ostpreußen besessen. Im Jahre 1806 war ein Leopold von Röpcke Leutnant im preußischen 31. Infanterie-Regiment v. Kropf. Im neunzehnten Jahrhundert besaß die Familie ein Gut in der Nähe von Danzig (vermutlich Jenkau). Aus dieser Familie stammt der Historiker, Journalist und Astronom, Kazimierz Repke (* 1936; † 1997).
Von den Repke zu unterscheiden ist die Familie Robke, welche ihren Ursprung vermutlich in Niedersachsen hat.

## Wappen
Die Vermutung liegt nahe, dass das deutsche Rebhuhn der Namensgeber der Familie ist. In diesem Fall handelt es sich um ein Sprechendes Wappen. Eine slawische Namensherkunft scheint auch möglich, denn im Russischen heißt Rebhuhn 'rjábka' (рябка), litauisch kurapka. Im Prußischen heißt der Vogel 'Laucagerto' Im Mittelhochdeutschen schrieb man 'reppehuon', 'rapphuon' oder 'rabhuon', im Mittelniederdeutschen hingegen 'raphôn'. In früheren Zeiten wurden daneben auch die Wachtel und die Wiesenralle als Rebhuhn bezeichnet. Bei Wappenbeschreibungen unter dem Namen Ropeke ist allerdings nicht die Rede von einem Rebhuhn, sondern nur von einem grünen Vogel. In einigen Gegenden des deutschen Sprachraumes nannte man den Grünfink (polnisch: Dzwoniec) auch 'Rappfink'. Das würde die Beschreibung als 'grünen Vogel' erklären. Rebhühner sind dagegen zumeist braun gefärbt.
Es sind in der Literatur verschiedene Wappen belegt. In der kaschubischen Heraldik kommt eine hohe Variabilität des Wappens innerhalb einer Familie häufig vor. Auch das Motiv einer Kombination aus Sternen und Mond sowie die Farbkombination blau/gelb ist Hinterpommern häufig. Mindestens folgende vier verschiedene Wappen, die der Wappengenossenschaft Leliwa zugehören, sind bekannt:
- Repke I: In Silber ein blauer Querbalken, belegt mit einem kleinen goldenen Mond (Blick nach links) und zwei Sternen, darunter ein Rebhuhn auf einem grünen Hügel. Drei Straußenfedern als Helmschmuck. Diese Darstellung findet sich auf der Lubinschen Karte von 1618 und im Wappenbuch des Johann Siebmacher unter dem Familiennamen Röpeke.[8]

- Repke II: Der Halbmond in Gold und nach rechts gewandt, kein Hügel. Als Helmkleinod ebenfalls ein Rebhuhn. Im Wappenbuch des Johann Siebmacher ist dieses Wappen unter Röpeke bzw. Röpke zu finden. Sieht man vom Querbalken ab, so ähnelt dieses Wappen dem der Familie von Reppichau aus dem gleichnamigen Ort bei Dessau.[9]

- Repke III: Ein liegender Halbmond in natürlicher Position (Auge rechts), kein Hügel, gekrönt mit einem Helm, Helmzier drei Straußenfedern.

- Repke IV: Geteilter Schild. Oben Blau, unten Silber. Im Blauen der goldene Halbmond, liegend unter drei goldenen Sternen (der mittlere etwas niedriger). Im Silbernen Felde ein Rebhuhn. Kleinod: drei silberne Spitzen. 1726 wird dieses Wappen dem Albin Stanislaw Repki bestätigt.

- Rohbeck: In Silber ein blauer Querbalken, belegt mit goldenem Möndchen und zwei Sternen. Im unteren Theile des Schildes auf grünem Boden eine goldene Ente. Der Geheime Kriegsrat Johann Friedrich Rohbeck, Sohn des Bürgers und Schuhmachers Christian Heinrich Rohbeck in Berlin erhielt am 17. August 1786 eine Adels Confirmation und Renovation sowie das Wappen der Familie von Röpke bzw. Repcke, bei welchen unter den Besitzgütern nachzutragen ist: Jenkau seit 1776, Massow 1579 und 1621 sowie Schlaischow 1579 und 1621.[1]

Variante Repke I
Variante Repke II
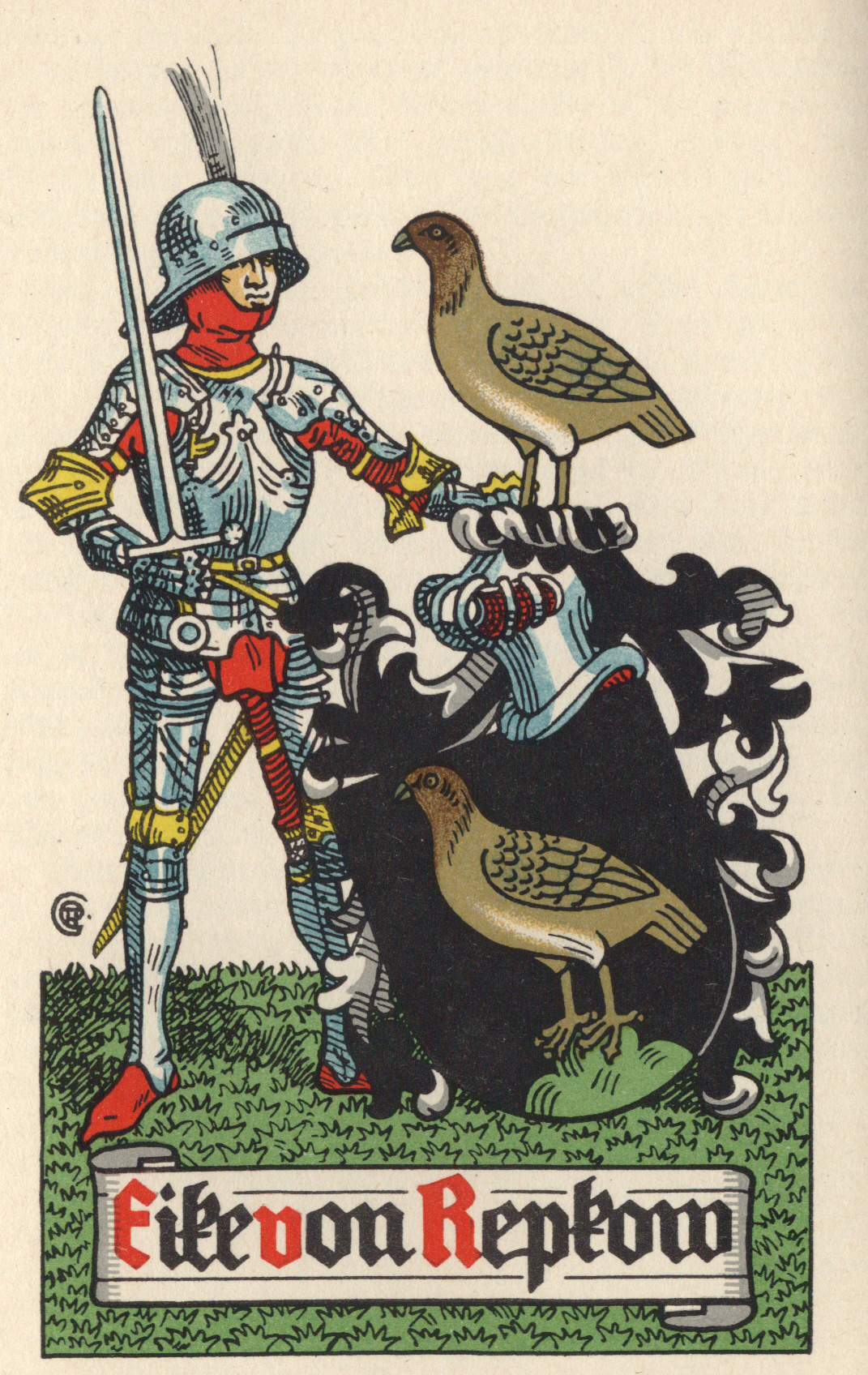
von Reppichau
Variante Repke III
Variante Repke IV
Wappen Rohbeck